# Vrhovčeva ulica, Novo mesto
Vrhovčeva ulica je ena od ulic v Novem mestu. Ulica od leta 1930 nosi ime slovenskega profesorja in zgodovinarja Ivana Vrhovca, pred tem pa se je imenovala Dolga ulica. Obsega 18 hišnih številk, poteka pa od Germove do Rozmanove ulice.